# Rumänischer Eishockeypokal 2011/12
Der Rumänische Eishockeypokal, rumänisch Cupa României la Hochei pe gheață wird seit 1969 ausgetragen.

## Teilnehmer und Modus
An der Austragung des Rumänischen Eishockeypokals im Jahre 2011/12 nahmen die sechs Mannschaften der Rumänischen Liga teil. In zwei Gruppen qualifizierten sich die jeweils Ersten für die Finalrunde. In einer Zwischenrunde konnten sich in Überkreuzvergleichen zwischen den Gruppen zwei weitere Mannschaften für das Halbfinale qualifizieren. Wiederum in Überkreuzvergleichen wurden die Finalisten ermittelt. Es fand jeweils nur ein Spiel ohne Rückspiel statt.
| Steaua Bukarest           | ASC Corona 2010 Brașov      | CS Progym Gheorgheni |
| Sport Club Miercurea Ciuc | Sportul Studențesc Bukarest | CSM Dunărea Galați   |

## Gruppenphase

### Gruppe A
| 7. Oktober 2011 | Sportul Studențesc | 0:13 | Sport Club Miercurea Ciuc | Bukarest |

| 5. November 2011 | Sport Club Miercurea Ciuc | 11:1 | CSM Dunărea Galați | Miercurea Ciuc |

| 25. November 2011 19:35 Uhr | CSM Dunărea Galați | 2:0 (1:0, 1:0, 0:0) Spielbericht | Sportul Studențesc | Patinoarul Dunarea, Galați Zuschauer: k. A. |

| Platz | Verein                      | Sp. | S | S2 | N1 | N | Tore | Punkte |
| ----- | --------------------------- | --- | - | -- | -- | - | ---- | ------ |
| 1     | Sport Club Miercurea Ciuc   | 2   | 2 | 0  | 0  | 0 | 24:1 | 6      |
| 2     | CSM Dunărea Galați          | 2   | 1 | 0  | 0  | 1 | 3:11 | 3      |
| 3     | Sportul Studențesc Bukarest | 2   | 0 | 0  | 0  | 2 | 0:15 | 0      |

### Gruppe B
| 8. November 2011 19:00 Uhr | CS Progym Gheorgheni | 4:9 (0:4, 3:1, 1:4) Spielbericht | Steaua Bukarest | Gheorgheni Zuschauer: 200 |

|  | Steaua Bukarest | 3:1 (1:0, 1:0 1:1) Spielbericht | ASC Corona 2010 Brașov | Patinoarul Mihai Flamaropol, Bukarest Zuschauer: 200 |

| 15. November 2011 16:49 Uhr | ASC Corona 2010 Brașov | 11:1 (3:1, 3:0, 5:9) Spielbericht | CS Progym Gheorgheni | Patinoarul Olimpic, Brașov Zuschauer: 300 |

| Platz | Verein                 | Sp. | S | S2 | N1 | N | Tore | Punkte |
| ----- | ---------------------- | --- | - | -- | -- | - | ---- | ------ |
| 1     | Steaua Bukarest        | 2   | 2 | 0  | 0  | 0 | 12:5 | 6      |
| 2     | ASC Corona 2010 Brașov | 2   | 1 | 0  | 0  | 1 | 10:9 | 3      |
| 3     | Progym Gheorgheni PH   | 2   | 0 | 0  | 0  | 2 | 3:26 | 0      |

## Zwischenrunde
| 10. Dezember 2011 14:33 Uhr | ASC Corona 2010 Brașov | 12:1 (4:0, 5:1, 3:0) Spielbericht | Sportul Studențesc | Patinoarul Olimpic, Braşov Zuschauer: 200 |

| 2. Dezember 2011 19:00 Uhr | CSM Dunărea Galați | 10:2 (3:2, 3:0, 4:0) Spielbericht | CS Progym Gheorgheni | Patinoarul Dunarea, Galați Zuschauer: k. A. |

## Halbfinale
| 21. Dezember 2011 16:00 Uhr | HSC Csíkszereda | 2:5 (2:2, 0:2, 0:1) Spielbericht | ASC Corona 2010 Brașov | Patinoarul Dunarea, Galați |

| 21. Dezember 2011 19:30 Uhr | CSM Dunărea Galați | 4:10 (1:5, 3:1, 0:4) Spielbericht | Steaua Bukarest | Patinoarul Dunarea, Galați Zuschauer: k. A. |

## Spiel um Platz 3
| 22. Dezember 2011 16:00 Uhr | HSC Csíkszereda | 15:5 (4:0, 7:2, 4:3) Spielbericht | CSM Dunărea Galați | Patinoarul Dunarea, Galați Zuschauer: k. A. |

## Finale
| 22. Dezember 2011 19:30 Uhr | ASC Corona 2010 Brașov | 3:4 (0:2, 0:0, 3:2) Spielbericht | Steaua Bukarest | Patinoarul Dunarea, Galați Zuschauer: k. A. |

## Auszeichnungen
Die besten Scorer waren
| # | Spieler          | Mannschaft | Tore | Vorlagen | Punkte |
| - | ---------------- | ---------- | ---- | -------- | ------ |
| 1 | Stanislav Gavac  | Galati     | 4    | 7        | 12     |
| 2 | Ľubomír Hurtaj   | M.Ciuc     | 5    | 5        | 10     |
| 3 | Tamás Bíró       | M.Ciuc     | 4    | 6        | 10     |
| 4 | Ottó Bíró        | M.Ciuc     | 4    | 5        | 9      |
| 5 | Mihail Georgescu | Steaua     | 3    | 5        | 8      |
| 6 | Lukas Ruzicka    | Steaua     | 6    | 2        | 8      |